# John Wilson (fiskare)
John Wilson, född 1943 i Enfield i norra London, död 13 november 2018 i Thailand, var en brittisk professionell sportfiskare och programledare för TV-serien John Wilsons Dream Fishing. Serien hade premiär år 2006 på TV-kanalen Discovery Channel.